# Globális Környezeti Alap
A Globális Környezeti Alapot (GEF) Global Environment Facility a globális környezetvédelemért hozták létre 1991-ben. A GEF foglalkozik a biodiverzitás, klímaváltozás, ózonréteg és a környezetszennyezés problémájával.
Magyarországon a GEF a Duna szennyezettségének csökkentését előirányzó projektet 12,5 millió dollárnyi vissza nem térítendő támogatással segítette. A projekt lezárásának határideje 2011. június 30.
Magyarországon mintegy 7 millió dollárral támogatta az Ózonkárosító Anyagok (OKA) Kiváltása programot a GEF. Ez a program 1998. december 31-én sikeresen befejeződött.

## Külső hivatkozások
- magyarországi programok Archiválva 2007. augusztus 7-i dátummal a Wayback Machine-ben
- Mi az a GEF?
- GEF
- info GEF-ről Archiválva 2020. augusztus 9-i dátummal a Wayback Machine-ben